# جوزيف لانكستر
جوزيف لانكستر  (بالإنجليزية: Joseph Lancaster)‏، (ولد في عام 1778 - توفي في عام 1838)، هو مُرَبٍّ وكويكر بريطاني، وأحد أبرز رواد التعليم التعاوني خلال القرن الثامن عشر.

## روابط خارجية
- جوزيف لانكستر على موقع الموسوعة البريطانية (الإنجليزية)